# Mark Reed
Mark White Reed, född 14 januari 1890 i Chelmsford, Massachusetts, död 8 januari 1969 i Alexandria, Virginia, var en amerikansk författare, främst verksam som dramatiker.

### Dramatik
- She Would and She Did, 1919
- Skyrocket, 1929
- Petticoat Fever, 1935 (filmatiserad som Kjolfeber 1936)
- Yes, My Darling Daughter, 1937 (Älskling jag ger mig, otryckt översättning Elsa af Trolle för Dramaten, 1938)